# Paris–Roubaix 1935

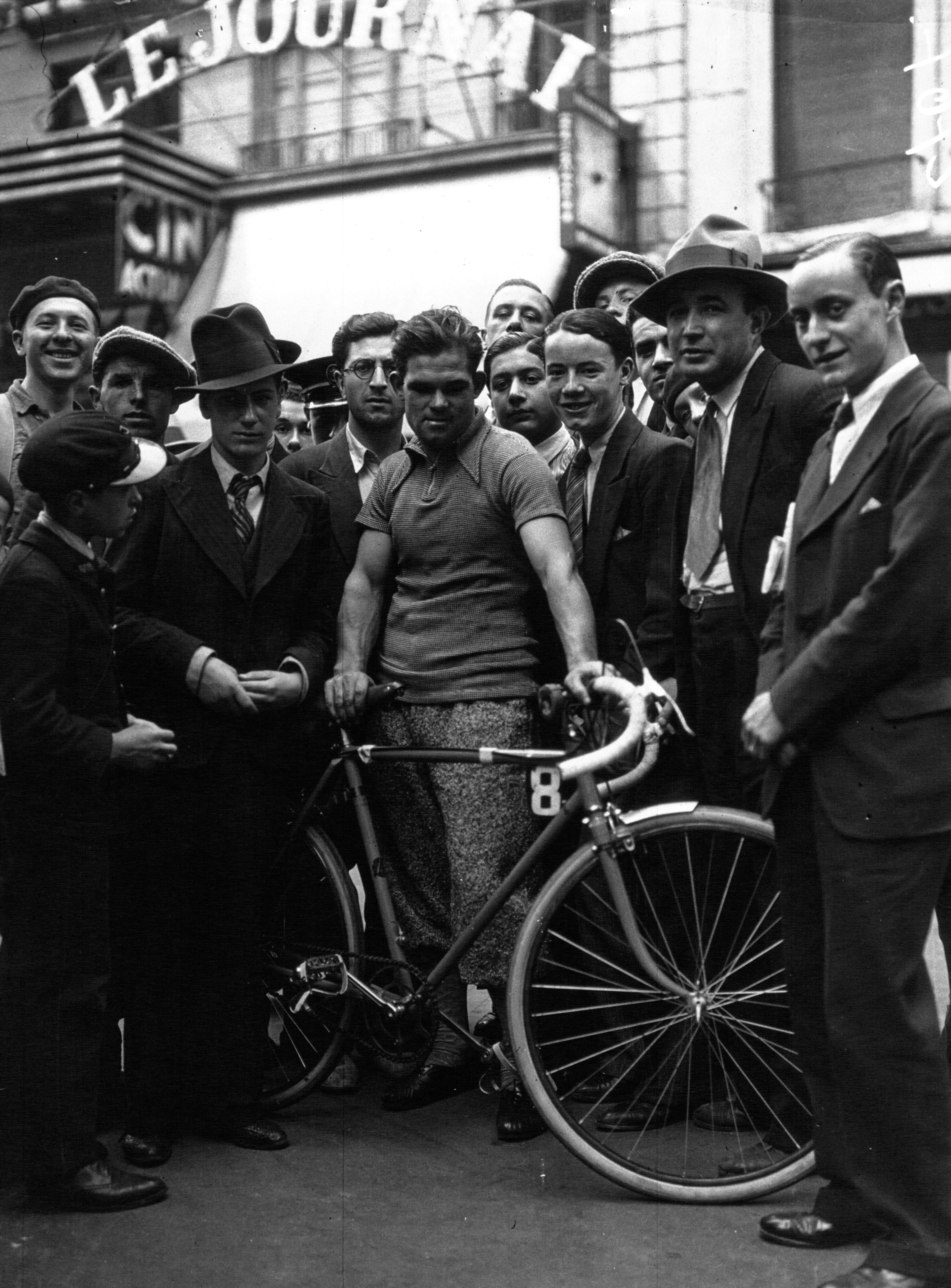
Gaston Rebry (bei der Tour de France 1932)

Das Eintagesrennen Paris–Roubaix 1935 war die 36. Austragung des Radsportklassikers und fand am Sonntag, den 21. April 1935, statt.
Das Rennen ging von Argenteuil aus über 262 Kilometer zum Hippodrome des Flandres in Marcq-en-Barœul, rund neun Kilometer von Roubaix entfernt. 160 Fahrer gingen an den Start, von denen sich 66 platzieren konnten. Der Sieger Gaston Rebry absolvierte das Rennen mit einer Durchschnittsgeschwindigkeit von 38,25 km/h.
Während des Rennens herrschte Regen. Gaston Rebry attackierte ohne Unterlass, bis sich eine Gruppe von drei führenden Fahrern gebildet hatte: André Leducq, Jean Aerts und er selbst. Nach einigen Kilometern konnte Aerts das Tempo nicht mehr mithalten. 15 Kilometer vor dem Ziel verlor ein Reifen von Leducqs Rad stetig Luft, so dass er zweimal anhalten, um diesen wieder aufzupumpen. „Bulldog“ Rebry nutzte die Chance, fuhr davon und holte sich seinen dritten Sieg nach 1931 und 1934. Damit zog er mit dem bisherigen Rekordhalter Octave Lapize gleich.